# Ángela Loij
Ángela Loij López (Estancia Sara, Río Grande, c. 1900
 - Tierra del Fuego, 28 de mayo de 1974) es conocida como la última representante del pueblo amerindio de los selknam (también conocidos como «onas») que habitó el archipiélago de Tierra del Fuego, en los actuales territorios de Argentina y Chile.

## Biografía
Su padre, Loij, fue un campesino argentino. De muy joven ella se casó con Nelson Qànqòt, un haush, hijo de un indígena llamado Kankoat, y tuvo dos hijas y un hijo con él. Todos murieron de tuberculosis en 1938 sin dejarle descendencia. 
Se estima que hacia 1881, al momento de iniciarse la colonialización moderna del archipiélago, vivían en total unos cuatro mil indígenas selknam, estando aproximadamente la mitad en territorio chileno, y la otra mitad en territorio argentino. A fines del siglo XIX, la explotación del oro en ríos sureños y el explosivo desarrollo de la ganadería aumentaron progresivamente la cantidad de colonos en el sector. Esto, sumado especialmente al genocidio selknam y la introducción de enfermedades infecto-contagiosas foráneas, provocó una rápida y crítica disminución de la población. Hacia 1966 solo quedaban trece indígenas de origen selknam, en su mayoría mestizos, en el sector argentino del archipiélago. Una de las últimas fue Lola Kiepja, siendo Ángela Loij la última indígena de sangre pura de esta etnia.
Sus testimonios fueron documentados por la antropóloga franco-estadounidense Anne Chapman, especializada en el estudio de los pueblos fueguinos.
Hoy en día, hay una escuela argentina con su nombre.Este nombramiento ocurrió el 2 de septiembre de 1987.